# Stellantis
Stellantis er en multinationel bilkoncern, der blev grundlagt den 16. januar 2021 ved en fusion mellem franske Groupe PSA og italienske Fiat Chrysler Automobiles. Virksomhedens hjemsted er beliggende i Amsterdam; selskabet producerer dog ikke biler i Nederlandene..
Stellantiskoncernen driver og markedsfører fjorten bilmærker, heraf fem fra PSA Group (Citroën, DS Automobiles, Opel, Peugeot og Vauxhall) og ni fra FCA (Abarth, Alfa Romeo, Chrysler, Dodge, Fiat, Jeep, Lancia og Maserati).
Stellantis solgte i 2022 knap 6 millioner biler og er målt på antal solgte enheder verdens femtestørste bilproducent efter Toyota Motor, VW, Hyundai/Kia og Renault/Nissan og målt på omsætning verdens tredje største bilproducent.